# Gal Arel
Gal Arel (in ebraico גל אראל‎?; Haifa, 9 luglio 1989) è un allenatore di calcio ed ex calciatore israeliano, di ruolo centrocampista.

## Carriera

### Club
Ha giocato nella massima serie israeliana e nella seconda divisione spagnola.

### Nazionale
Ha militato nelle nazionali giovanili israeliane Under-17, Under-18 ed Under-21.